# Baron Monk Bretton

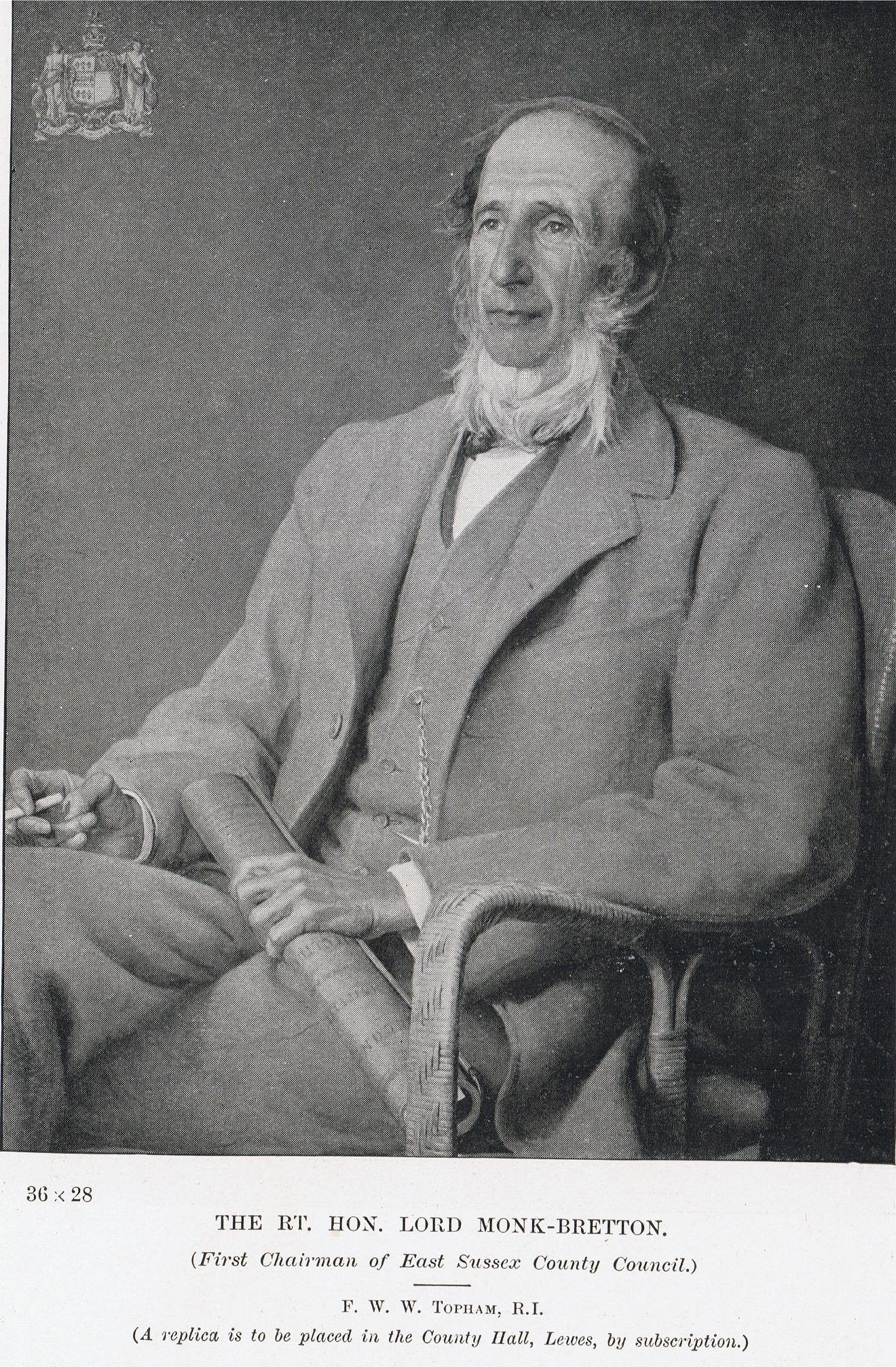
John George Dodson, 1.baron Monk Bretton

Baronowie Monk Bretton 1. kreacji (parostwo Zjednoczonego Królestwa)
- 1884–1897: John George Dodson, 1. baron Monk Bretton
- 1897–1933: John William Dodson, 2. baron Monk Bretton
- 1933 -: John Charles Dodson, 3. baron Monk Bretton

Najstarszy syn 3. barona Monk Bretton: Christopher Mark Dodson